# Plaça Avdi
La plaça Avdi és una plaça pública a Metaxourgeio, barri d'atenenc —Grècia—, entre els carrers Leonidou, Kerameikou, Giatrakou i Germanikou. Al voltant de la plaça hi ha la Galeria Municipal d'Atenes, diferents bars, teatres, centres de negocis i edificis residencials. La ciutat d'Atenes va renovar aquesta plaça el 2008, incrementant la qualitat de la gespa, millorant l'enllumenat i renovant les rajoles del terra.

Abans d'això, la plaça també ha començat a mostrar els signes de la revitalització estable dels veïns pels seus residents pel material gràfic anònim, festivals i el funcionament del ball, la música i altres expressions artístiques.
La plaça el 2008 la revisió i la reparació era part de la ciutat "Prenem nota i mesures" el programa, que va apuntar per solucionar problemes diaris amb els veïns d'Atenes. A la plaça Avdi, la ciutat li va afegir 39 arbres, 112 arbustos, 500 flors, 1000 metres quadrats de gespa i 271 metres quadrats de nova superfície de rajoles. El 21 de juliol del 2008, després de les obres de renovació, l'alcalde Nikitas Kaklamanis va fer una cerimònia pública per entregar la plaça als ciutadans de la zona per ser utilitzada com un oasis d'esbarjo. "Aquesta plaça esdevindrà el cor de la cultura i la reconstrucció d'aquest barri" va dir Nikitas durant la inauguració.
La plaça es diu Leon Avdis (1937-2000), un advocat greg i treballador públic que va gaudir de l'ampli respecte a través del panorama polític.
El 1994 va ser escollit del Consell Municipal d'Atenes com a cap del partit "Agonistiki, junts per Atenes"
or "Fighting Cooperation for Athens."
Avdis va ser escollit pel parlament el 1996 en la Festa de la Comunitat Grega (KKE), i reescollit el 1997 com a alcalde d'Atenes. El seu partit prometia condicions de vida millors en sectors més necessitats i carrils bici creats a la capital.